# پاپ‌کورن تایم
پاپ‌کورن تایم (انگلیسی: Popcorn Time) یک بیت‌تورنت کلاینت چندسکویی و نرم‌افزار آزاد و متن‌باز است که داری مدیا پلیر است.
این برنامه جایگزین مجانی برای نمایش ویدئوهای دارای زیرنویس با خدماتی مانند نتفلیکس است.
این نرم‌افزار به وسیلهٔ بیت تورنت نقض‌کنندهٔ حق تکثیر است و به کمک آن می‌توان بسیاری از فیلم‌ها را همراه با زیرنویس به صورت برخط مشاهده کرد.